# Biltsche Zwemclub Brandenburg
Biltsche Zwemclub Brandenburg ou BZC Brandenburg é um clube de polo aquático e natação da cidade de Bilthoven, Países Baixos.

## História
O clube foi fundado em 1926. 

## Títulos
- Liga Neerlandesa de Polo aquático
  - 1990-91, 2005–06